# レト・ツィークラー
レト・ツィークラー（Reto Ziegler, 1986年1月16日 - ）は、スイス・ジュネーヴ出身のサッカー選手。FCルガーノ所属。元スイス代表。ポジションは左サイドバック・左サイドハーフ。

## 経歴

### クラブ
スイスのグラスホッパー・クラブ・チューリッヒで頭角を現し、イングランドのトッテナム・ホットスパーFCを率いていたジャック・サンティニ監督に見い出され、2005年1月16日に移籍。ただし、その後就任したマルティン・ヨル監督が当面は彼を起用しない方針を決めたために、すぐにドイツのハンブルガーSVへ半年間のレンタル移籍をする。だが、チームが好調だったこともあり、定位置を獲得するには至らなかった。ハンブルガーへのレンタルの後はイングランドに戻ってウィガン・アスレティックFCに半年のレンタル移籍。2006-07シーズンは主にリザーブリーグで活躍。正確なCK、FKによってアシストを重ね、リザーブチームの好調を支えた。
2007年1月31日、イタリアのUCサンプドリアにレンタル移籍。シーズン終了後の7月3日に200万ユーロで完全移籍した。サンプドリアではサイドハーフから左サイドバックにコンバートされ、果敢なオーバーラップからのクロスとシュート武器に、セリエA屈指の左サイドバックに成長した。2009-10シーズンはチームのリーグ戦4位とチャンピオンズリーグ出場権獲得に貢献した。
しかし2010-11シーズンは一転して18位と低迷し、セリエBに降格。2011年5月26日に移籍金なしでユヴェントスFCに移籍した。しかし後にサンプドリア時代の恩師であるルイジ・デルネーリ監督とGMのジュゼッペ・マロッタの意向で獲得したことが判明。2010-11シーズン終了後にデルネーリが退任し、2011-12シーズンから就任したアントニオ・コンテ監督とはそりが合わず、9月3日にトルコのフェネルバフチェSKへレンタル移籍。フェネルバフチェでは移籍直後よりスタメンに定着し、リーグ戦の出場時間ではジョセフ・ヨボ、ヴォルカン・デミレルに続く第3位の出場試合数（32試合 2790分）となった。
このシーズン、ほぼフル出場でフェネルバフチェの準優勝に貢献したが、完全移籍とはならずに（レンタル移籍の条件は非公開だった為、買取オプションが付加されていたかは不明）2012-13シーズンは一度ユヴェントスに復帰した。背番号を与えられてプレシーズンマッチにも出場していたが、2012年9月6日にロシアのFCロコモティフ・モスクワへレンタル移籍。2年連続で主要リーグの移籍マーケットが閉じた後の移籍となった。しかし、出場機会には恵まれず2013年1月31日に再びフェネルバフチェにレンタル移籍した。
2013年8月20日に、USサッスオーロ・カルチョにレンタル移籍が決定。3シーズンぶりのイタリアでのプレーになる。
2014年8月20日、ユヴェントスとの契約を解除した。翌年2月2日、FCシオンとシーズン終了までの契約を交わし母国に復帰した。
2018年1月、FCダラスに移籍した。
2021年2月25日、FCルガーノに移籍した。

### 代表
トランクイロ・バルネッタやフィリップ・センデロス等と共に2002年のUEFA U-17欧州選手権で優勝し、2003年のFIFA U-17ワールドカップにも出場した。
2005年3月26日2006 FIFAワールドカップ予選のフランス代表戦に先発出場しスイス代表として初キャップを記録した。その後はU-21スイス代表に活躍の場を戻していたが、2008年11月19日の対フィンランド代表でフル出場を果たし初ゴールを記録した。

## 人物・特徴
- 「スイスのゴールデンエイジ」と呼ばれる世代の1人。左サイドなら攻撃的なポジションでも守備的なポジションでも変わりなくプレーできる。
- フランス語・ドイツ語・英語・スペイン語・イタリア語の5か国語を操るマルチリンガルである。
- 兄のロナルドもアマチュアでプレーするサッカー選手である。

## 代表歴

### 出場大会
- スイス代表
  - 2010 FIFAワールドカップ
  - 2014 FIFAワールドカップ

### 試合数
- 国際Aマッチ 35試合 1得点（2005年-2014年）[9]

| スイス代表 | 国際Aマッチ | 国際Aマッチ |
| 年         | 出場        | 得点        |
| ---------- | ----------- | ----------- |
| 2005       | 3           | 0           |
| 2006       | 0           | 0           |
| 2007       | 1           | 0           |
| 2008       | 1           | 1           |
| 2009       | 4           | 0           |
| 2010       | 12          | 0           |
| 2011       | 6           | 0           |
| 2012       | 5           | 0           |
| 2013       | 2           | 0           |
| 2014       | 1           | 0           |
| 通算       | 35          | 1           |

## タイトル
クラブ
フェネルバフチェSK
- テュルキエ・クパス 2011-12, 2012-13

FCシオン
- スイス・カップ 2014-15